# بيريس دي أوليفيرا
بيريس دي أوليفيرا (بالبرتغالية: Peres de Oliveira‏) هو لاعب كرة قدم برازيلي، ولد في 7 نوفمبر 1974 في كونتاجيم في البرازيل. لعب مع نادي تامبينس روفرز ونادي هوم يونايتد.

## وصلات خارجية
- بيريس دي أوليفيرا على موقع Soccerway.com (الإنجليزية)